# Sarāb-e Mīleh Sar
Sarāb-e Mīleh Sar är en ort i Iran.   Den ligger i provinsen Kermanshah, i den västra delen av landet, 500 km väster om huvudstaden Teheran. Sarāb-e Mīleh Sar ligger 1 338 meter över havet och antalet invånare är 369.
Terrängen runt Sarāb-e Mīleh Sar är kuperad åt nordost, men åt sydväst är den platt. Runt Sarāb-e Mīleh Sar är det ganska tätbefolkat, med 60 invånare per kvadratkilometer. Närmaste större samhälle är Ḩomeyl, 7,6 km söder om Sarāb-e Mīleh Sar. Omgivningarna runt Sarāb-e Mīleh Sar är i huvudsak ett öppet busklandskap.